# Open CASCADE Technology
Open CASCADE Technology è una piattaforma di sviluppo software 3D CAD, CAM, CAE, ecc., sviluppata e supportata da OPEN CASCADE S.A.S. Archiviato il 18 marzo 2009 in Internet Archive..
Essa è disponibile sotto la "Open CASCADE Technology Public License"  che lo sviluppatore qui specifica "LGPL-like with certain differences" Archiviato il 26 marzo 2009 in Internet Archive..
Nonostante questa specificazione, non è incluso nella List_of_FSF_approved_software_licenses (lista di compatibilità con la licenza LGPL), redatta dagli editori della LGPL, la Free Software Foundation.
È stato oggetto di discussione se questa licenza è compatibile con la Debian Free Software Guidelines (linee guida della Debian Free Software) ed è collocato nella Debian's non-free software section.
Per i puristi Debian è stata rimossa sino alla risoluzione dei problemi di licenza con l'applicazione di specifiche modifiche per l'utilizzo come software libero.

## Storia
CASCADE è stato sviluppato originariamente negli anni 90 dalla Matra Datavision, creatrice di Euclid, CAD software come infrastruttura sottostante per le sue future versioni Euclid Quantum.
Tuttavia, dal momento che la società aveva abbandonato lo sviluppo del software per concentrarsi sui servizi, il ramo software fu venduto alla Dassault Systèmes, creatrice del concorrente CATIA, nel 1998.
Matra Datavision decise di pubblicare la sua infrastruttura software CASCADE sotto un modello Open Source rinominandolo Open CASCADE.  Il software è stato da quella data gestito da OPEN CASCADE SAS che è stata acquisita nel 2003 da Principia, una Società francese di Service Provider.
Il 3 febbraio 2006 OPEN CASCADE SAS è stata acquistata da Euriware Group, una divisione di AREVA.

## Workshop Organization Kit (WOK)
WOK (Workshop Organization Kit) è l'ambiente di sviluppo di Open CASCADE,  che consente a un grande numero di sviluppatori di lavorare ad una varietà di prodotti simultaneamente. Nel quadro di questo ambiente di sviluppo gli sviluppatori possono produrre molteplici versioni di prodotto per varie piattaforme hardware e software, incluso versioni per corrispondere a specifiche richieste di mercato. Allo stesso tempo WOK è capace di riutilizzare componenti software per massimizzare l'efficienza; in altre parole WOK è disegnato per facilitarne l'uso in scala industriale.
Inoltre WOK permette di lavorare con i CDL (component definition language), che è la piattaforma di programmazione di Open CASCADE. Alcuni componenti, che CDL consente di creare, sono specifici per l'architettura di Open CASCADE.

### Open CASCADE e progetti correlati
- Open CASCADE — un ambiente di sviluppo SDK per CAD 3D, CAM, CAE, ...;

Software che usano/interfacciano Open CASCADE
- PythonOCC — applicazione (GUI ecc.) in Python per OpenCASCADE.
- HeeksCAD — applicazione CAD scritta da Dan Heeks. La modellazione solida è fornita da Open_CASCADE. Mantenuta da Google Code.
- HeeksCNC — un add-on per HeeksCAD. Mantenuta da Google Code.

Software basati su Open CASCADE
- FreeCAD — CAD/CAE OpenSource, basato su Open CASCADE, Qt e Python. Da non confondere con freeCAD, altro programma CAD free.
- lignumCAD — un applicativo per la progettazione di mobili, basato su OpenCASCADE e Qt. Mantenuto da SourceForge.
- NaroCAD (sarà) un applicativo completo ed estensibile di modellazione parametrica CAD 3D per Windows. Mantenuto da SourceForge.
- SolidModeller — un modellatore solido parametrico. Include un disegnatore basato su vincoli parametrici. Mantenuto da SourceForge.

Software CAE basati su Open CASCADE
- Code Aster — una serie completa di applicativi per la progettazione industriale.
- Gmsh — una serie completa di applicativi per la progettazione industriale.
- Elmer FEM solver — una serie completa di applicativi per la progettazione industriale.
- SALOME — una serie completa di applicativi per la progettazione industriale.